# John Forbes Royle

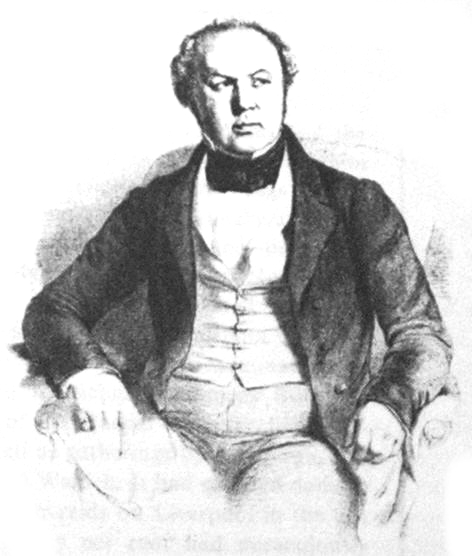
John Forbes Royle.

John Forbes Royle, född 20 maj 1798 i Cawnpore, Indien, död den 2 januari 1858 på Heathfield Lodge, Acton, Middlesex, var en engelsk läkare och botanist. Auktorsnamnet Royle kan användas för John Forbes Royle i samband med ett vetenskapligt namn inom botaniken; se Wikipediaartiklar som länkar till auktorsnamnet.
Royle blev militärläkare i England och återvände till Ostindien 1819, där han 1823 blev läkare i Saharanpore och tillika föreståndare för botaniska trädgården. Han studerade ivrigt Indiens droger och tekniskt viktiga växter och gav uppslaget till, att kinaträden infördes där. Han begav sig till England 1831 och utgav Illustrations of the Botany and other branches of Natural History of the Himalayan Mountains (2 band, 1839) samt en mängd uppsatser om de indiska gagnväxterna. Royle blev 1837 professor i farmakologi vid King's College i London och 1838 därjämte föreståndare för avdelningen för växtprodukter i East India House. Han blev ledamot av Linnean Society 1833, av Leopoldina 1834 och av Royal Society 1837.